# Гримберг, Аренда
Аренда Гримберг (нидерл. Arenda Grimberg, род. 10 марта 1978, Алмело, Оверэйссел) — нидерландская профессиональная велогонщица. Выступала в шоссейных гонках и в велокроссе. В 2002 году она стала чемпионкой Нидерландов в шоссейному велоспорту. Представляла свою страну на чемпионатах мира по шоссейному велоспорту в 1999, 2000, 2001, 2002, 2003, 2004 и 2005 годах.

## Карьера
В 2010 году Гримберг выступала за команду «Merida Cycling Team». Помимо шоссейного велоспорта, она также заняла несколько почётных мест в велокроссе.
Гримберг известна как суб-топпер в голландском женском пелотоне. Как и многие другие голландские гонщицы, она в основном пребывала в тени абсолютного лидера, Леонтин ван Морсел, но сумела стать чемпионкой Нидерландов по шоссейным гонкам в 2002 году. Ей также удалось выиграть этапы в Holland Ladies Tour, Туре Бретани (2-е место в общем зачёте 2001 года), дважды была пятой в чемпионате Нидерландов по велокроссу (2005 и 2006) и третьей в Ronde van Gelderland (2004). Кроме того, она выиграла более 35 критериумов. В 2010 году она заняла 26-е место на чемпионате мира по велокроссу.

## Достижения

### Шоссе
1998
3-я на Туре Дренте
1999
3-я на Гран-при Швейцарии
2000
4-й этап Холланд Ледис Тур
2001
7-й этап Холланд Ледис Тур
Тур Бретани
2-я в генеральной классификации
3-й и 5-й этапы
2002
 Чемпионат Нидерландов — групповая гонка
9-й этап Тур де л'Од феминин
3b этап Ster Zeeuwsche Eilanden
3-я на Холланд Ледис Тур
2003
3-я на Туре Нюрнберга
2004
3-я на Холланд Хилс Классик
2005
3-я на Холланд Хилс Классик

### Велокросс
2006—2007
Велокросс Синт-Михьельсгестел
Центрокросс Сурхуистервеен